# Rhynchospora velloziiformis
Rhynchospora velloziiformis là loài thực vật có hoa trong họ Cói. Loài này được T.Koyama miêu tả khoa học đầu tiên năm 1969.